# Ksar
Ksar ili kasr (arap: قصر, kasr, množina ksar; berberski: aghrem, množina ighrman) je arapski naziv za utvrdu koji je posuđen iz latniskog castrum. 
U Magrebu je ovaj pojam označavao "utvrđeno selo" ili "utvrdu" općenito. Nalazili su se u mnogim oazama po cijeloj sjevernoj Africi i često su bili smješteni na brežuljcima ili planinama radi lakše obrane. Ksarovi se obično sastoje od spojenih kamenih kuća, često sa zejedničkom žitnicom i drugim građevinama (džamija, javno kupatilo, peći, trgovine) i potpuno su ograđeni zidinama. Zidine su obično građene od adobea, ili njegove kombinacije s kamenom.
Naziv se uvriježio naročito u saharskom dijelu Magreba gdje su stari ksarovi 1996. uvršteni na UNESCO-ov popis svjetske baštine (Stari ksarovi Mauretanije). 
U Španjolskoj i Portugalu su od korijena riječi ksar nastali pojmovi  Alcázar i Alcácer za naziv grada koji je nastao oko utvrde.

## Poveznice
- Kazba
- Medina (dio grada)
- Sokak
- Bazar

### Ostali projekti
|  | Zajednički poslužitelj ima još gradiva o temi Ksarovi |